# Xã Gerber, Quận Stutsman, Bắc Dakota
Xã Gerber (tiếng Anh: Gerber Township) là một xã thuộc quận Stutsman, tiểu bang Bắc Dakota, Hoa Kỳ. Năm 2010, dân số của xã này là 9 người.